# Sophora microphylla

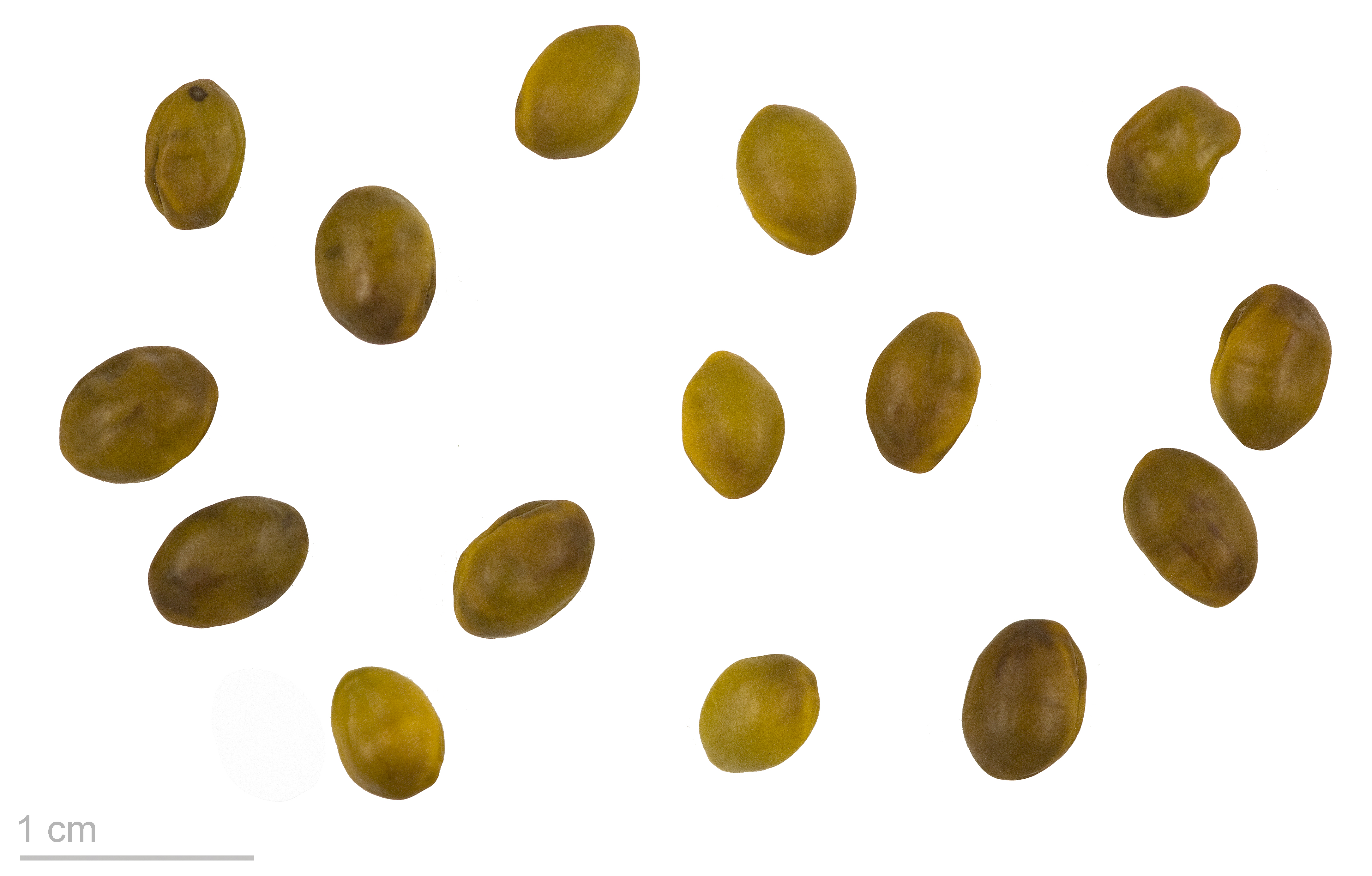
Sophora microphylla - MHNT

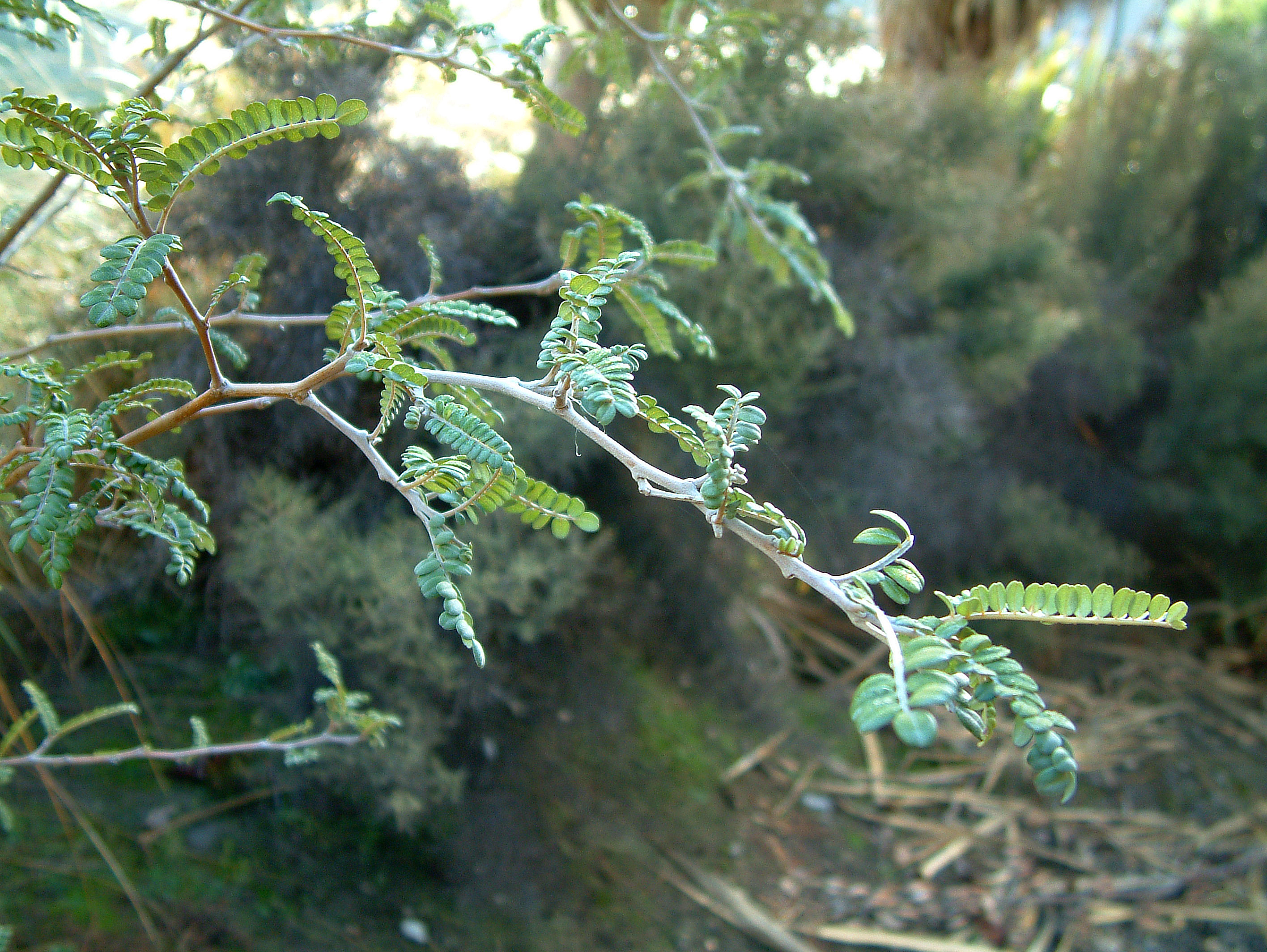
Follaje

Sophora microphylla, es una especie de planta fanerógama de la familia de las fabáceas, originaria de Nueva Zelanda.

## Descripción
Alcanza un tamaño de 8 m de alto y amplitud, es un árbol de hoja perenne, arbusto o pequeño árbol. Cada hoja mide 10 cm de largo, con un máximo de 40 pares de foliolos ovales brillantes. A principios de la primavera se producen muchos racimos de flores de color amarillo. S. microphylla tiene hojas muy pequeñas (alrededor de 3-6 mm de largo por 2-5 mm de ancho) y flores (1,8 a 5,0 cm de largo), que son más pequeñas que en las otras especies conocidas de hojas grandes.

## Hábitat
Cuando es joven S. microphylla tiene un  hábito de crecimiento arbustivo con muchas ramas entrelazadas, que comienzan a desaparecer a medida que aumenta la edad de los árboles.
El cultivar Rey Sol 'Hilsop' ha ganado el Award of Garden Merit. de la Royal Horticultural Society.

## Taxonomía
Sophora microphylla fue descrita por William Aiton y publicado en Hortus Kewensis; or, a catalogue... 2: 43. 1789.
Etimología
Sophora nombre genérico que deriva de la palabra árabe Sofera que designa a una especie del género Senna.
microphylla: epíteto latíno que significa "con hojas pequeñas".
Variedades aceptadas
- Sophora microphylla var. longicarinata (G.Simpson) Allan
- Sophora microphylla subsp. macnabiana (Graham)  Yakovlev;(Sinonimia:S.cassioides)
- Edwardsia grandiflora var. microphylla (Aiton) Hook.f.
- Edwardsia microphylla (Aiton) Salisb.
- Sophora tetraptera L.f.
- Sophora tetraptera var. microphylla (Aiton) Hook.f.[7]